# خوسيه بيريرا (لاعب كرة قدم)
خوسيه بيريرا (بالإسبانية: Elías Pereyra) هو لاعب كرة قدم أرجنتيني في مركزي ظهير ‏ والدفاع، ولد في 15 فبراير 1999 في La Matanza Partido ‏ في الأرجنتين. لعب مع نادي سان لورينزو.

## وصلات خارجية
- خوسيه بيريرا على موقع قاعدة بيانات كرة القدم.إي يو (الإنجليزية)
- خوسيه بيريرا على موقع Soccerway.com (الإنجليزية)